# Франц, Крис
Чарльтон Кристофер Франц (англ. Charton Christopher Frantz; род. 8 мая 1951) — американский музыкант и продюсер. Он был барабанщиком Talking Heads и Tom Tom Club, которые соосновал вместе со своей женой и басисткой Talking Heads Тиной Уэймут. В 2002 году был введён в Зал славы рок-н-ролла как участник Talking Heads.

## Карьера
Чарльтон Кристофер Франц родился в Форте Кэмпбелл, Кентукки и окончил Shady Side Academy в Питтсбурге, штат Пенсильвания. В начале 1970-х годов обучался в школе дизайна Род Айленда, где познакомился с Дэвидом Бирном и Уэймут. Бирн и Франц основали группу под названием the Artistics, которая впоследствии станет называться Talking Heads (это произойдёт зимой 1974 года). Тина Уэймут, в то время девушка Франца, также присоединилась к группе, в то время они все трое обучались в RISD. Франц и Уэймут поженились в 1977 году.
В качестве барабанщика Talking Heads Франц никогда не использовал райд, вместо этого он всегда держал ритм на хай-хэт. Тарелки использовались только для придания акцента или для завершения.

## Личная жизнь
Перед тем как поступить Shady Side Academy в Питтсбурге, Пенсильвания, жил в Мейсвилле, Кентукки. 

## Доп. ссылки
- Caroline-up's Skype Interview w/Chris Frantz 2013/17/03
- Stay Thirsty's interview w/Chris Frantz
- Chris Frantz's Profile
- Clark Collis. Talking Heads' Chris Frantz on 25 Years of 'Stop Making Sense' and the Possibility of a Heads Reunion. EW.com (13 октября 2009).